# Rychvald
Rychvald (in tedesco Reichwaldau, in polacco Rychwałd) è una città della Repubblica Ceca facente parte del distretto di Karviná, nella regione di Moravia-Slesia.